# Nebelhornbahn
| Nebelhornbahn I                                           | Nebelhornbahn I                    |
| --------------------------------------------------------- | ---------------------------------- |
|                                                           |                                    |
| Standort:                                                 | Oberstdorf, Deutschland            |
| Bauart:                                                   | Zweiseilumlaufbahn                 |
| Baujahr:                                                  | 2021                               |
| Berg:                                                     | Nebelhorn                          |
| Talstation:                                               | Oberstdorf, 828 m                  |
| Höhendifferenz:                                           | 452 m                              |
| Bergstation:                                              | Seealpe, 1280 m                    |
| Streckenlänge:                                            | 2149 m                             |
| Fahrdauer:                                                | 5,11 min                           |
| Kapazität:                                                | 10 Pers./Gondel, 1200 Pers./Stunde |
| Hersteller:                                               | Leitner ropeways                   |
| Nebelhornbahn II                                          |                                    |
|                                                           |                                    |
| Standort:                                                 | Oberstdorf, Deutschland            |
| Bauart:                                                   | Zweiseilumlaufbahn                 |
| Baujahr:                                                  | 2021                               |
| Berg:                                                     | Nebelhorn                          |
| Talstation:                                               | Seealpe, 1280 m                    |
| Höhendifferenz:                                           | 652 m                              |
| Bergstation:                                              | Höfatsblick, 1932 m                |
| Streckenlänge:                                            | 2534 m                             |
| Fahrdauer:                                                | 6,08 min                           |
| Kapazität:                                                | 10 Pers./Gondel, 1200 Pers./Stunde |
| Hersteller:                                               | Leitner ropeways                   |
| Nebelhornbahn-Gipfelbahn                                  |                                    |
| Blick auf die Mittelstation Höfatsblick der Nebelhornbahn |                                    |
| Standort:                                                 | Oberstdorf, Deutschland            |
| Bauart:                                                   | Zweiseil-Pendelbahn                |
| Baujahr:                                                  | 1991                               |
| Berg:                                                     | Nebelhorn                          |
| Talstation:                                               | Höfatsblick, 1933 m                |
| Höhendifferenz:                                           | 281 m                              |
| Bergstation:                                              | Gipfel, 2214 m                     |
| Streckenlänge:                                            | 948 m                              |
| Anzahl der Gondeln:                                       | 2 Stk.                             |
| Anzahl der Stützen:                                       | 0 Stk.                             |
| Kapazität:                                                | 30 Pers./Gondel, 500 Pers./Stunde  |
| Hersteller:                                               | Hölzl                              |
| Betreiber:                                                | Nebelhornbahn AG                   |
| Website:                                                  | www.nebelhorn.de                   |

Die Nebelhornbahn ist eine in drei Sektionen ausgeführte Luftseilbahn auf das Nebelhorn, einen Berggipfel in den Allgäuer Alpen. Auf gut 5,7 Kilometern Länge überwindet sie eine Höhendifferenz von etwa 1400 Metern. 2021 wurden die Strecken zwischen der Talstation und der Station Höfatsblick vollständig erneuert. Die Bahn wurde ursprünglich zwischen 1928 und 1930 errichtet und 1977, 1991 und 2021 erneuert. Sie wird von der börsennotierten Nebelhornbahn-Aktiengesellschaft betrieben.  Hauptaktionäre der AG sind die Bayerische Bergbahnen Beteiligungsgesellschaft mbH (eine Tochter der Lechwerke AG, Augsburg; Anteil 20,14 %), die Kleinwalsertaler Bergbahn AG (24,9 %) und der Markt Oberstdorf (24,9 %). 30,06 % der Anteile werden von privaten Aktionären gehalten.

## Aufbau
Die Nebelhornbahn wurde von 2020 bis 2021 umfassend erneuert und besteht aktuell aus einer Zweiseilumlaufbahn, die zwischen der Talstation und der Bergstation Höfatsblick mit Kabinen für jeweils 10 Personen maximal 1200 Fahrgäste pro Stunde befördert. Diese Strecke ist in zwei Sektionen geteilt, wobei an der Station Seealpe weiterhin eine Aus- und Zustiegsmöglichkeit besteht. Das Umsteigen zwischen der ersten und zweiten Sektion ist jedoch durch den Neubau entfallen.
Die erste Sektion der Nebelhornbahn von der Talstation (828 m) zur Station Seealpe (1280 m) hat eine Länge von rund 2150 Metern und überwindet eine Höhendifferenz von 452 Metern.
Die zweite Sektion der Nebelhornbahn von der Station Seealpe (1280 m) zur Bergstation Höfatsblick (1932 m) hat eine Länge von rund 2534,5 Metern und überwindet eine Höhendifferenz von 652 Metern.
Der Antrieb erfolgt jeweils über Elektromotoren mit 376 kW bzw. 473 kW bei einer Fahrgeschwindigkeit von 7 m/s.
Die dritte Sektion der Nebelhornbahn von der Berg- zur Gipfelstation (2214 m) wurde bereits 1991 als Kabinen-Pendelbahn in Betrieb genommen und hat keine Stütze. Sie hat eine Länge von rund 948,5 Metern und überwindet eine Höhendifferenz von 281 Metern bei einem Tragseildurchmesser von 40 mm und einem Zugseildurchmesser von 20 mm. Sie. Der Antrieb erfolgt in der Bergstation mit einer Leistung von 120 kW. Die maximale Geschwindigkeit beträgt 8 m/s.
An der Station Höfatsblick befinden sich ein barrierefreies Restaurant und Behindertentoiletten. Im Kalenderjahr 2005 wurde hier ein Panoramaweg für Rollstuhlfahrer und für Eltern mit Kinderwagen errichtet. Bisweilen können hier Murmeltiere beobachtet werden.

### Alte Bahn der Sektionen 1 und 2 bis 2020
Die Nebelhornbahn wurde ursprünglich als Kabinen-Pendelbahn mit einem Tragseildurchmesser von 55 mm erbaut und bestand zunächst aus zwei Sektionen.
Die erste Sektion, von der Talstation zur Seealpe, verfügte, bei einer Länge von 2202,68 Metern, über drei Stützen, die 41, 38 und 21 Meter hoch waren. Sie wurde 1977 umfassend erneuert.
Die zweite Sektion, von der Seealpe zur Bergstation Höfatsblick, die ebenfalls 1977 erneuert wurde, hatte eine Länge von 2617,11 Metern und verfügte über drei Stützen, die 36, 45 und 39 Meter hoch waren.
Angetrieben wurde die Bahn von Elektromotoren, die jeweils in der Bergstation der einzelnen Sektionen montiert waren.
Im Jahr 1991 kam schließlich die dritte Sektion, ebenfalls eine Kabinen-Pendelbahn hinzu, mit der Fahrgäste bis zum Nebelhorngipfel befördert werden konnten.

## Geschichte

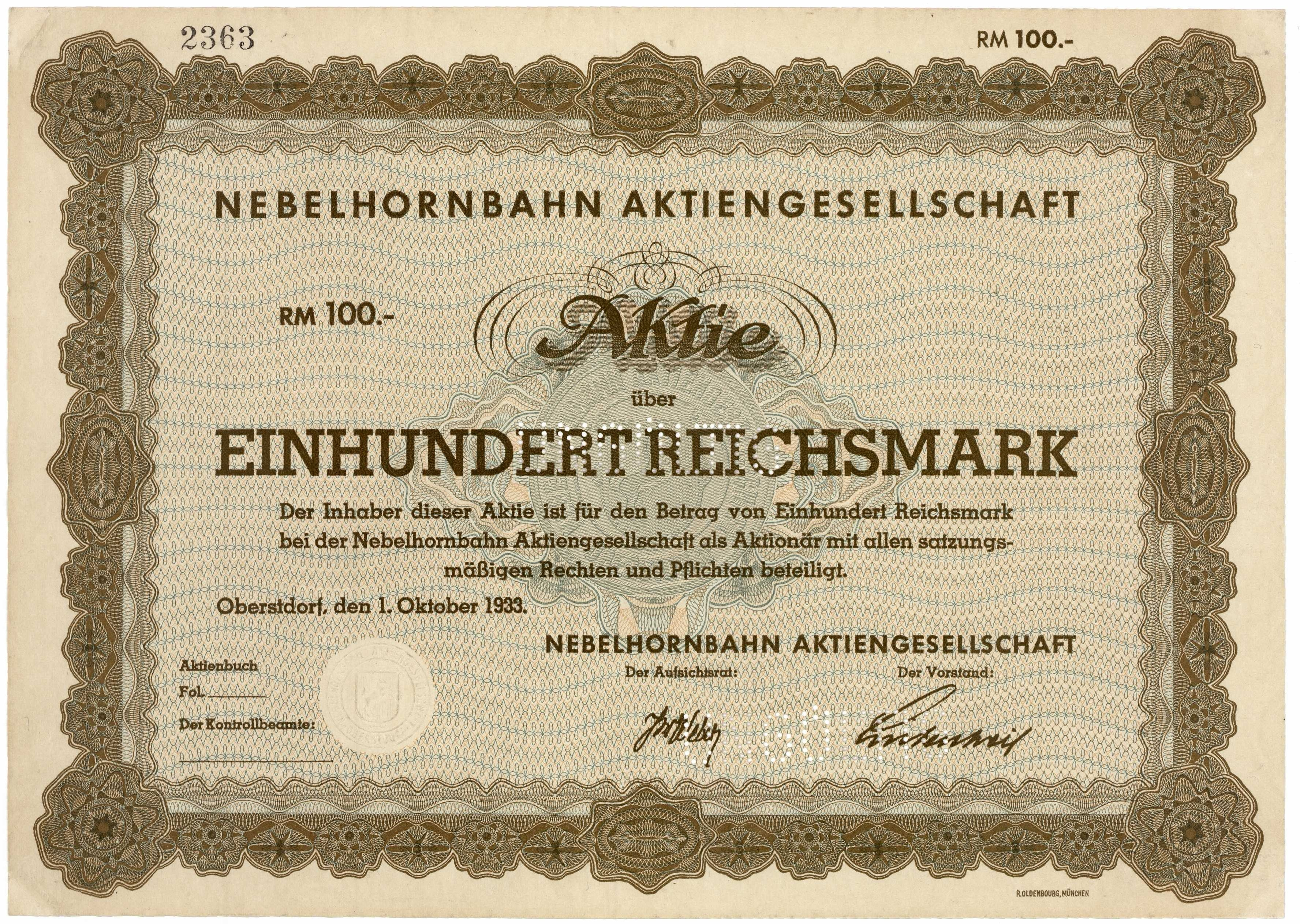
Aktie über 100 RM der Nebelhornbahn AG vom 1. Oktober 1933

Die Nebelhornbahn-AG wurde 1927 gegründet. Die ersten beiden Sektionen der Nebelhornbahn wurden 1928 erbaut und 1930 fertiggestellt. Die damals weltweit längste Personenseilschwebebahn mit Kabinen für 30 Personen wurde am 10. Juni 1930 feierlich eröffnet. Am 2. Mai 1945 wurde der Betrieb auf Anordnung der Besatzungsmächte eingestellt. 1946 wurde der Betrieb wieder aufgenommen. 1951 wurde die Nebelhornbahn modernisiert. Durch die Modernisierung konnten statt 92 fortan 210 Personen in der Stunde befördert werden. 1954 wurde ein neuer Antrieb eingebaut. Somit konnte die Beförderungszahl wieder gesteigert werden. 1957 erhält die zweite Sektion einen neuen Antrieb, womit die Förderleistung auf 225 Personen in der Stunde erhöht wurde. 1969 wurde der zehnmillionste Fahrgast befördert. 1970 entstand durch eine Lawine ein großer Sachschaden.
1976 wurde der Betrieb der Bahn eingestellt, weil die Bahn von Grund auf erneuert werden musste, womit Hölzl Seilbahnbau beauftragt wurde. Am 19. März 1977 wurde die erste Sektion mit der neuen Bahn in Betrieb genommen. Auf der zweiten Strecke fuhr noch die alte Bahn. Am 8. Mai wurde auch die zweite Sektion mit der neuen Bahn freigegeben, wobei in der Hochsaison die alte Bahn teilweise zur Entlastung eingesetzt wurde. 1995 wurde die alte Nebelhornbahn, Teilstrecke Seealpe – Bergstation, bei der Neugestaltung der Bergstation abgebrochen. 2000 ereignete sich das bisher schwerste Unglück der Nebelhornbahn, als die Kabinen der zweiten Sektion ungebremst in die Stationen fuhren. Etwa 20 Verletzte, einige davon schwer, aber keine Toten waren zu beklagen. Die 500 Touristen, die durch den Betriebsausfall nach dem Unglück auf der Bergstation verblieben, wurden teilweise mit dem Hubschrauber evakuiert. 2005 erfolgte der Abriss des alten (ersten) Bahngebäudes an der Station Seealpe.
Im Frühjahr 2009 wurde der Antrieb durch Gleichstrommotoren mit Leonardsatz gegen Drehstrommotoren mit elektronischer Regelung ausgetauscht. Während der Stillstandszeit wurden auch die Kabinen saniert und die Tragseile verzogen.

## Modell
Ein Funktionsmodell der Bahn wurde 1954 von der Firma Eheim (1963 durch Brawa übernommen) im Maßstab H0 herausgebracht.